# 1973 no jornalismo
Nesta página encontrará referências aos acontecimentos directamente relacionados com o jornalismo ocorridos durante o ano de 1973.

## Eventos
- 6 de janeiro - Fundação do semanário Expresso, em Portugal.

## Nascimentos
| Data            | Nome               | Profissão                             | Nacionalidade | Observações | Ref |
| --------------- | ------------------ | ------------------------------------- | ------------- | ----------- | --- |
| 3 de janeiro    | Oliver Janich      | jornalista, escritor e político       | Alemanha      |             |     |
| 28 de janeiro   | Cynthia Benini     | modelo, jornalista e atriz            | Brasil        |             |     |
| 17 de fevereiro | Celso Zucatelli    | jornalista e apresentador             | Brasil        |             |     |
| 17 de fevereiro | Elaine Bast        | jornalista                            | Brasil        |             |     |
| 19 de abril     | Renata Capucci     | jornalista e apresentadora            | Brasil        |             |     |
| 22 de abril     | Leandro Sarmatz    | jornalista, escritor e dramaturgo     | Brasil        |             |     |
| 7 de junho      | Eduardo Sterzi     | poeta, jornalista e crítico literário | Brasil        |             |     |
| 3 de agosto     | Vladimir Netto     | jornalista                            | Brasil        |             |     |
| 5 de setembro   | Rachel Sheherazade | jornalista                            | Brasil        |             |     |

## Mortes
| Data       | Nome            | Profissão                                                    | Nacionalidade  | Observações | Ref |
| ---------- | --------------- | ------------------------------------------------------------ | -------------- | ----------- | --- |
| 3 de abril | Theo Dutra      | jornalista, poeta e advogado                                 | Brasil         | n. 1948     |     |
| 12 de maio | Frances Marion  | roteirista, autora e jornalista                              | Estados Unidos | n. 1888     |     |
| 4 de junho | Carlos Selvagem | militar, jornalista, escritor, autor dramático e historiador | Portugal       | n. 1890     |     |